# Salonwagen von Otto von Bismarck
Der Salonwagen von Otto von Bismarck gehört heute zum Bestand des Verkehrsmuseums Nürnberg.

## Geschichte
Der Salonwagen war ein Geschenk des Vereins Deutscher Eisenbahnverwaltungen, eines Zusammenschlusses vornehmlich deutscher Privatbahnen. Der Verein entsandte zunächst eine Delegation zu Otto von Bismarck um sicherzustellen, dass er ein solches Geschenk auch annehmen würde. Ob Bismarck Einfluss auf die Gestaltung des Personenwagen nahm oder nehmen konnte, ist nicht bekannt. Übergeben wurde ihm der Wagen am 14. Januar 1872.
Offizieller Anlass der Schenkung waren seine Verdienste um die Deutsche Reichsgründung 1871. Es handelte sich aber auch um das Geschenk der Lobbyorganisation der Privatbahnen an den maßgeblichen deutschen Politiker, um ihn in der beginnenden Diskussion um die Verstaatlichung der Privatbahnen in ihrem Sinn zu beeinflussen. 
Heimatbahnhof des Wagens war der Bahnhof Friedrichsruh. Unmittelbar nach dem Tod Otto von Bismarcks 1898 kam der Wagen in die Sammlung des Königlichen Eisenbahnmuseums in Nürnberg (heute: Verkehrsmuseum Nürnberg). Es war das erste Originalfahrzeug in der Sammlung des Museums, das sie seit 1899 der Öffentlichkeit zeigt. Im Zweiten Weltkrieg wurde der Wagen beschädigt und anschließend teilweise ausgeplündert. Bei einer Restaurierung in den 1950er Jahren wurden die gestohlenen Ausrüstungsgegenstände ersetzt, Beschädigtes erneuert. Dadurch weist das Fahrzeug heute kaum noch die ehemals vorhandenen Gebrauchsspuren auf und wirkt fabrikneu.

## Beschreibung

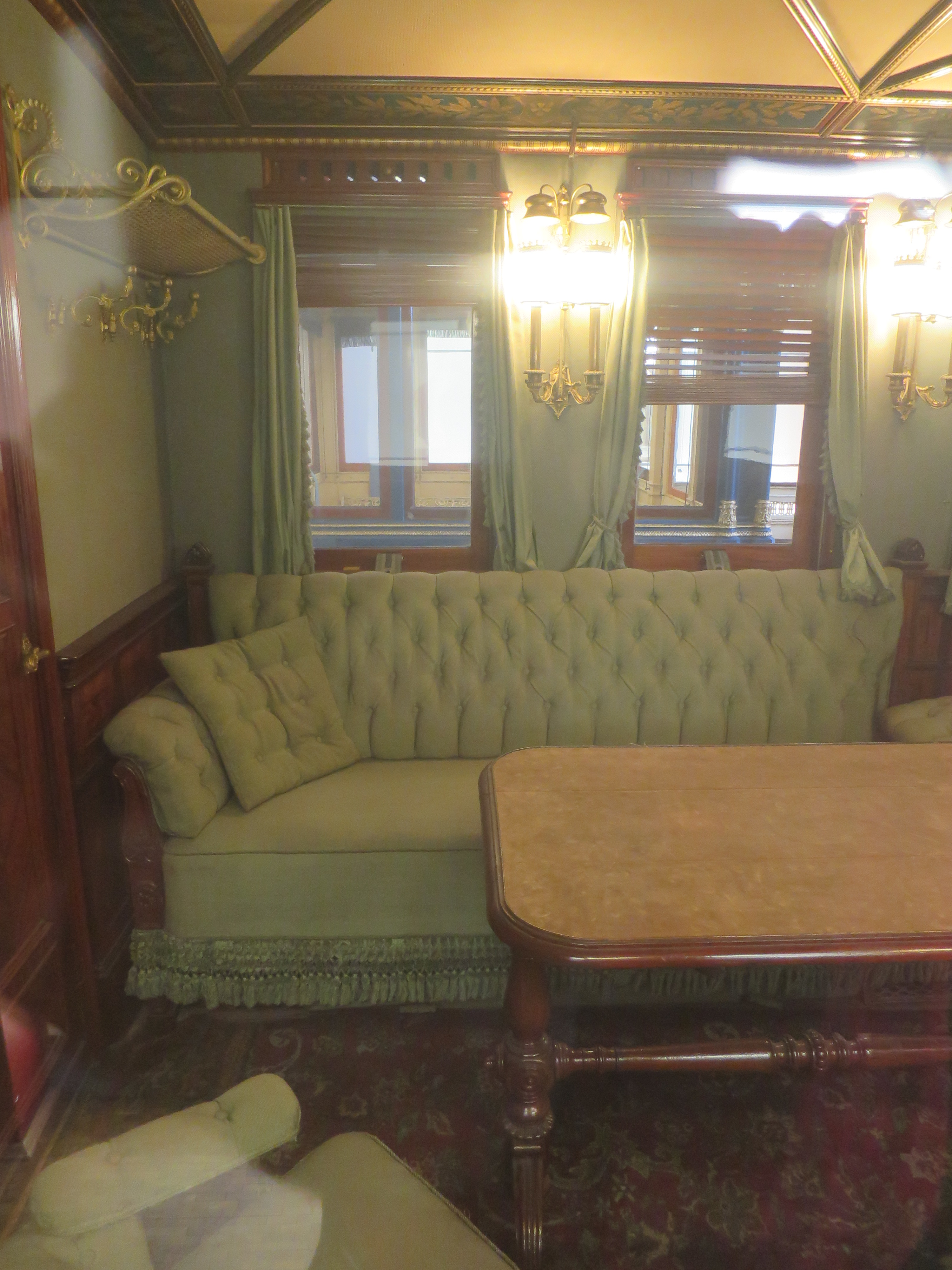
Großer Salon des Wagens

Das Äußere des Wagens war kaum von dem eines Personenwagens der gehobenen Wagenklassen zu unterscheiden. Es war im selben dunklen, grünen Ton gehalten. 
Der Wagen besitzt fünf Räume: Knapp die Hälfte wird von dem Salon eingenommen. Er nimmt die ganze Wagenbreite ein und Einstiegstüren führen – ohne einen Vorraum – am Wagenende direkt hinein. An diesem Wagenende gibt es im Salon Anrichten mit Heizplatten, die direkt aus der Dampfleitung des Zuges gespeist wurden, wo Speisen warm gehalten werden konnten. Am Kopfende des Salons führt eine in der Mitte gelegene Tür in einen kurzen in der Mitte gelegenen Durchgang, zu dessen rechter und linker Seite je eine Toilette und ein Waschraum liegen. Der folgende Raum, der sich wieder über die Breite des ganzen Fahrzeugs erstreckt, enthält auf der einen Seite eine Liege auf der anderen einen Schreibtisch mit Sessel. Das andere Ende des Wagens schließt ein Einstiegsraum ab, der wiederum Einstiege von beiden Seiten, drei Sitzgelegenheiten für Personal, sowie ein Kühlfach aufweist, das im Boden eingelassen und von einem Teppich verdeckt wird. Es war mit Eis zu befüllen und diente dazu, Getränke, auch Wein, zu kühlen. Das Mobiliar des Wagens ist überwiegend aus dunklem Mahagoni gefertigt.

## Nutzung
Bismarck nutzte den Wagen häufig für Fahrten zwischen Berlin und seinem Schloss Friedrichsruh bei Hamburg, zu Fahrten zu seinem Gut Varzin und zu Urlaubsaufenthalten in Bad Kissingen und Bad Gastein. Belegt sind auch Fahrten durch Familienmitglieder. Gewöhnlich wurde der Wagen an einen planmäßig verkehrenden Schnellzug angehängt, der dann auch mal einen außerplanmäßigen Halt einlegte, wenn Bismarck aus- oder zusteigen wollte. Die Fahrt als eigener Sonderzug war dagegen selten. Seinen wohl bekanntesten Auftritt hatte der Salonwagen – auch durch Abbildungen in der damaligen Tagespresse –, als Otto von Bismarck nach seiner Entlassung als Reichskanzler durch Kaiser Wilhelm II. am 29. März 1890 vom Lehrter Bahnhof in Berlin nach Schloss Friedrichsruh abfuhr.